# Radio X
Radio X, fue una radioemisora peruana desaparecida ubicada en los 91.9 FM, de la ciudad de Lima, la cual era administrada por la empresa peruana RadioCorp desde 2013 hasta 2015. Al principio tocaban Rock alternativo e Indie, pero después comenzaron a tocar musicales de Rock / Pop clásico, New Wave y Reggae de las décadas de 1980, 1990 y algo de los años 2000.

## Historia

### Antecedentes: Okey Radio
Anteriormente en la frecuencia de los 91.9 FM, estaba Okey Radio, radio creada a finales de 1997.

### Inicio oficial
La radio salió oficialmente el 19 de julio de 2013 transmitiendo Rock Alternativo de los años 1980, 1990, 2000 y actuales, algo de new wave de los años 1980 y 1990, algunos temas de Rock de las décadas de 1960 y 1970 en la secuencia "Héroes con X", algunas canciones de reggae en la secuencia "En X mandamos una señal", indie y electro. Este formato fue variando progresivamente hasta que oficialmente en marzo de 2014 la radio cambia de formato a Rock & Pop, New Wave y Reggae de los años 1980, 1990 y algo de los años 2000 hasta su desaparición en septiembre de 2015, volviéndose competencia directa de Radio Oasis, Radio Oxígeno, Radio Z Rock & Pop, Radio 1160 y Radio Mágica.

## Fin de Radio X e ingreso de Viva FM
El 20 de septiembre de 2015 Viva FM se mudó a los 91.9 FM, después de que su dial dial original 104.7 FM fue cedida a RBC Radio que fue una radio independiente. Viva FM, salió del aire el 5 de enero de 2016, volviéndose una radio en línea.

## Después
Esta frecuencia fue rentada por Grupo Panamericana de Radios desde el 5 de enero de 2016 para así crear una nueva emisora de cumbia llamada Más FM 91.9 (después llamada "Cumbia Mix").

## Actualidad
Fue ocupada la frecuencia por La Nube del 1 de diciembre de 2019 al 1 de abril de 2020. Ahora la señal lo ocupa nuevamente Viva FM regresando a la FM después de 4 años de ser solo una radio en línea volviendo a ser administrada por RadioCorp.
El 12 de octubre del 2020, Viva FM, sale del aire, y es ocupada por PBO Radio, propiedad del periodista Phillip Butter, señal que se mantuvo vigente hasta el 19 de octubre del 2022, fecha en que debido a un lio judicial, la señal quedó fuera del aire. Sin embargo en diciembre de ese año volvió y transmite hasta la actualidad.

## Eslogan
- Está en ti. (2013-2015)